# Banca Gil

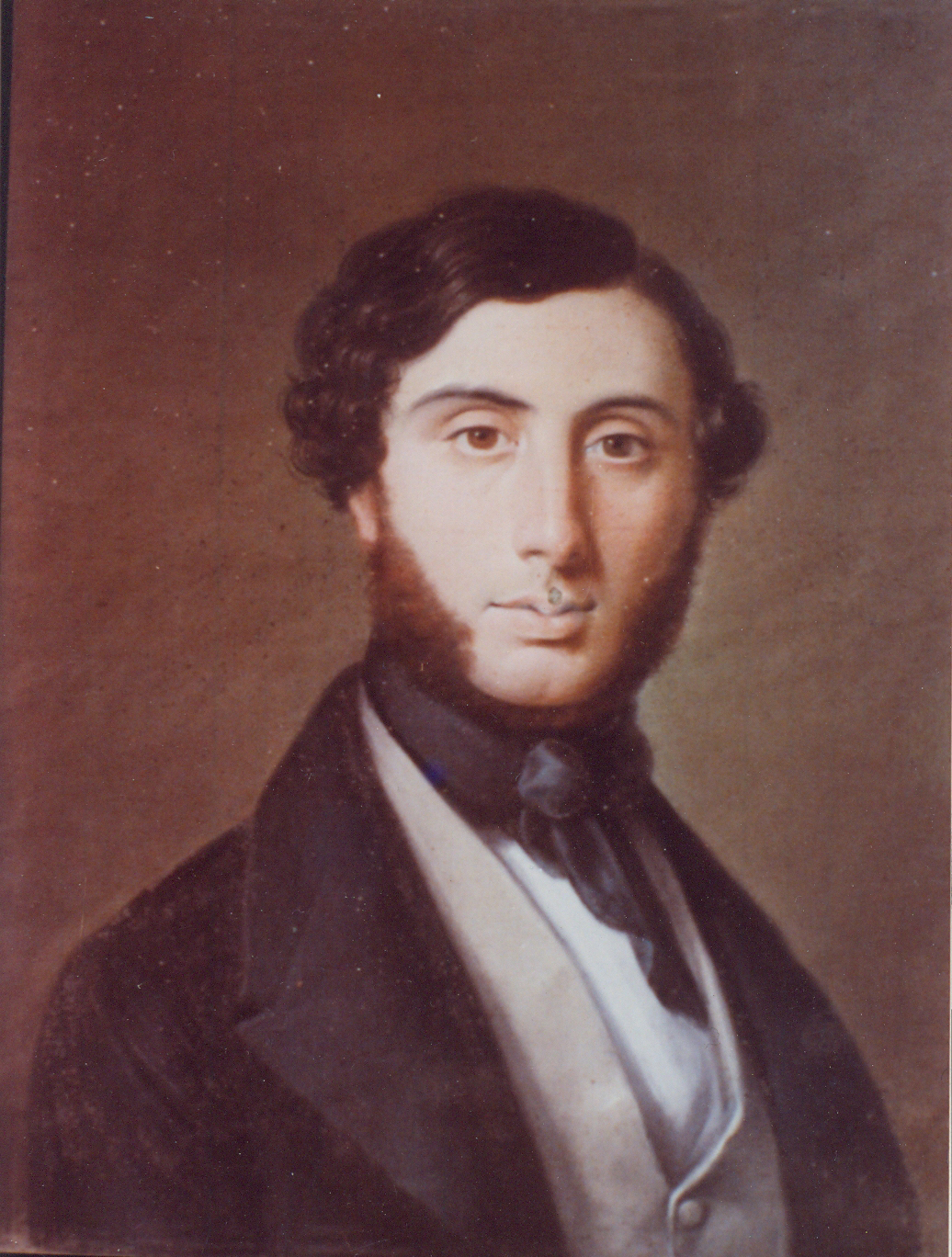
Pere Gil Serra

La Banca Gil va ser una entitat bancària i financera fundada l'any 1846 per Pere Gil Serra a París, un dels centres financers més importants d'Europa.

## Història
La Banca Gil va ser fundada per Pere Gil Serra (Barcelona 1814 - 1867), fill de Pere Gil Babot, banquer, polític, col·leccionista d'art, comerciant, navilier, empresari i principal soci capitalista de Sociedad Catalana para el Alumbrado por Gas, empresa precursora de Gas Natural a Barcelona.
Pere Gil Serra, amb 32 anys i després d'haver treballat a l'ombra del seu pare en els diferents negocis d'aquest, va decidir marxar a París, on anys enrere s'havia format en el despatx dels banquers, d'origen biscaí, José Ignacio Aguirrebengoa y José Javier Urribarren. A París, es va trobar amb altres banquers catalans com Canuto Calvet, representant del Banc de Barcelona a París i Baltasar Mitjans, de la firma Mitjans Villalaz y Compañía.
L'any 1846, va decidir introduir-se en el negoci de la banca i va fundar la Banca Gil, que funcionaria durant 50 anys. Durant aquest període, la casa de banca va combinar moments de molt èxit econòmic amb d'altres de més crítics, motiu pel qual va anar canviant de nom social:
- 1846-1858. Pedro Gil y Compañía.Tenia com a gerents els tres germans Gil: Pere, Pau i Leopoldo.
- 1858-1867 Pedro Gil. Ell era l'únic gerent i ho va ser fins a la seva mort.
- 1867-1887.Viuda de Pedro Gil. El gerent era el seu cunyat Pau Gil Serra.
- 1887-1897. Pau Gil Serra.

Un moment delicat per Pere Gil Serra va ser quan el seu pare va morir, l'any 1853, ja que per mantenir l'honor i la reputació de la família, va haver de fer-se càrrec de tots els deutes pendents i va haver d'invertir més de la meitat del patrimoni acumulat, bàsicament amb la casa de banca.
El segon moment crític per a l'entitat financera va ser quan el mateix fundador va morir, l'any 1867. Per una banda, s'havien de retornar a la vídua de Pere Gil Serra els deutes de l'herència del patriarca, Pere Gil Babot i, per una altra, sanejar la casa de banca i traspassar-la a Pau Gil. Tot plegat, implicava abonar una quantitat força considerable que no es va saldar fins passats 20 anys.

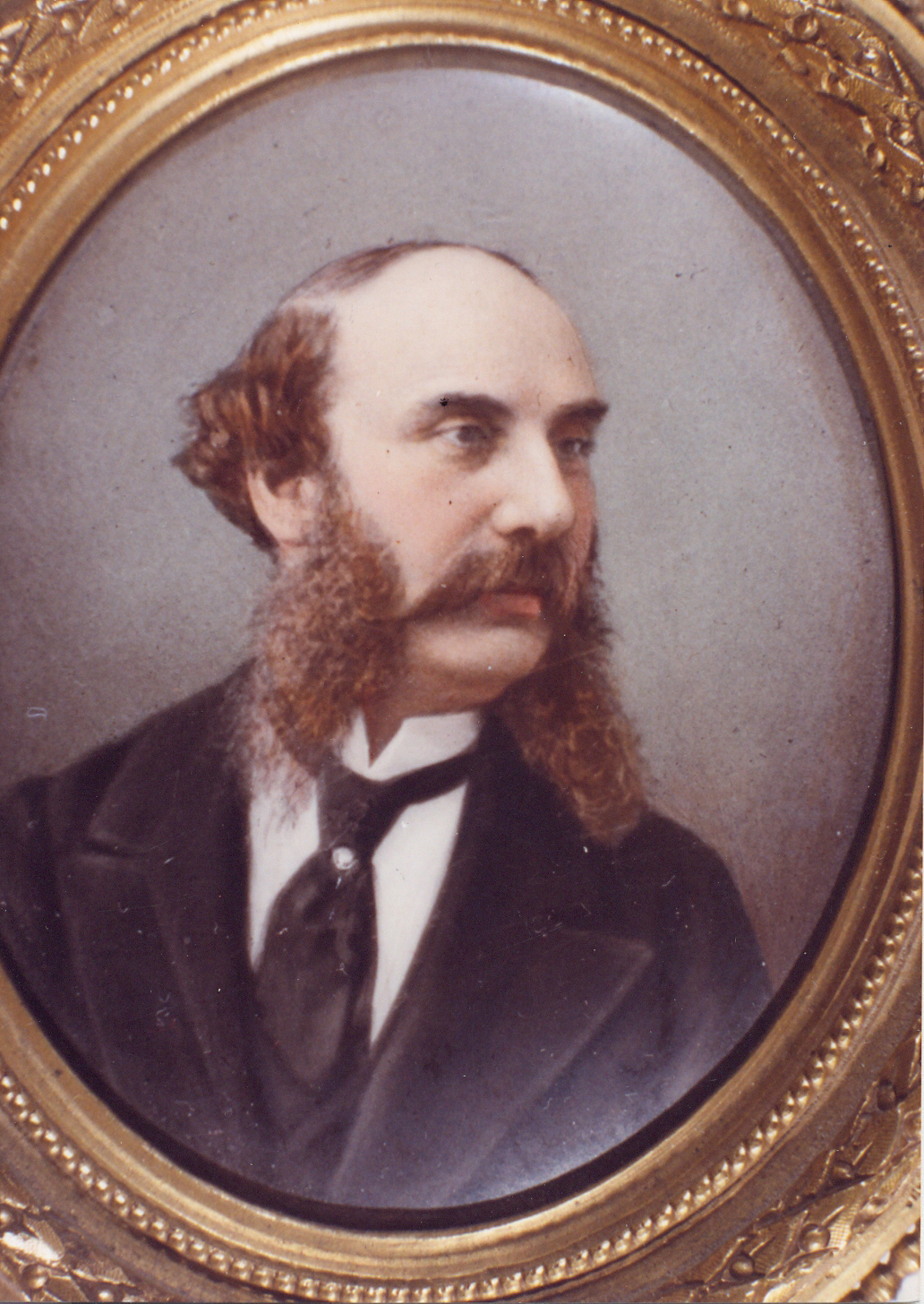
Pau Gil Serra

A partir de 1887, Pau Gil Serra, germà de Pere Gil, es va fer càrrec de la gestió de la Banca fins a la seva mort, 10 anys més tard. Van ser anys econòmicament reeixits que van generar molts guanys. Les darreres voluntats de Pau Gil Serra van ser clares pel que feia a la Banca Gil: liquidar la casa de banca, retornar els dipòsits als seus propietaris i del romanent, fer-ne dues parts. Una, repartir-la entre els fills del seu germà Leopold i, l'altra, dedicar-la a la construcció d'un hospital civil a Barcelona seguint les instruccions que deixava escrites. El llegat, que va ascendir a quasi tres milions de pessetes de l'època, va servir per modernitzar l'antic Hospital de la Santa Creu, -l'hospital general més antic de gestió pública-privada- i construir el complex modernista més gran d'Europa, que en honor del seu mecenes seria rebatejat com a Hospital de la Santa Creu i Sant Pau i, actualment, conegut simplement com a Hospital de Sant Pau, obra mestra del modernisme català, que va ser declarat Patrimoni de la Humanitat per la UNESCO l'any 1997.

## Activitats
La banca oferia diferents serveis: 
- Finançament d'operacions comercials d'àmbit internacional, actuant com a intermediària en el comerç de la fusta entre les cases exportadores dels ports del nord d'Europa i les companyies importadores espanyoles.
- Gestió de la importació de material ferroviari per a la construcció de diverses línies de ferrocarril com la línia de Barcelona a Valls per Vilanova i la Geltrú.
- Gestió dels comptes corrents dels seus clients, tots ells amb gran poder adquisitiu, atenent ordres de compra/venda de títols i assessorant sobre el millor moment per invertir en negocis de la península, motiu pel qual havien de disposar, en tot moment, d'informació acurada sobre la situació econòmica del país, tasca que es duia a terme des de Barcelona. Entre els molts clients que van tenir, podem citar com a exemple la reina Isabel II, que exiliada a Paris, va obtenir un préstec de 100.000 francs.
- Finançament i aval dels diferents negocis familiars.